# Petersham
Petersham is een wijk in het Londense bestuurlijke gebied Richmond upon Thames, in de regio Groot-Londen. Het ligt op de zuidelijke oever van de Theems.
De Duitse School van Londen is in Petersham.
De Brits marine-officier en ontdekkingsreiziger van Noord-Amerika, George Vancouver, overleed in Petersham, en is aldaar in de kerk begraven.

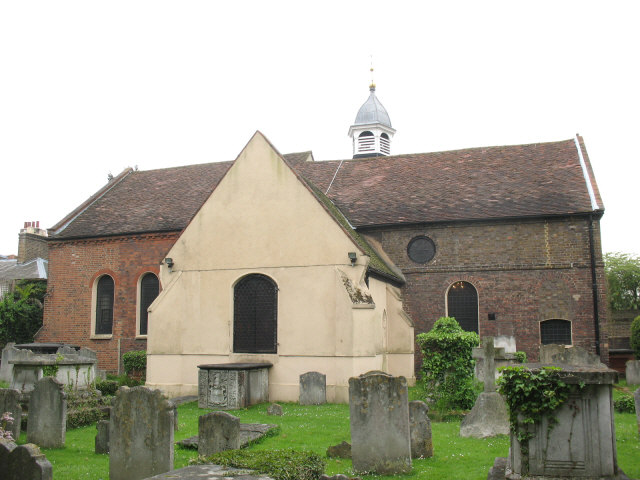
Kerk van Sint-Pieter in Petersham, waar George Vancouver is begraven.